# Distretto di Bajura
Il distretto di Bajura è un distretto del Nepal, in seguito alla riforma costituzionale del 2015 fa parte della provincia Sudurpashchim Pradesh. 
Il capoluogo è Martadi.
Secondo i dati pubblicati nel 2004 dal Programma delle Nazioni Unite per lo Sviluppo il distretto di Bajura risulta essere uno dei distretti più poveri e sottosviluppati del Nepal.

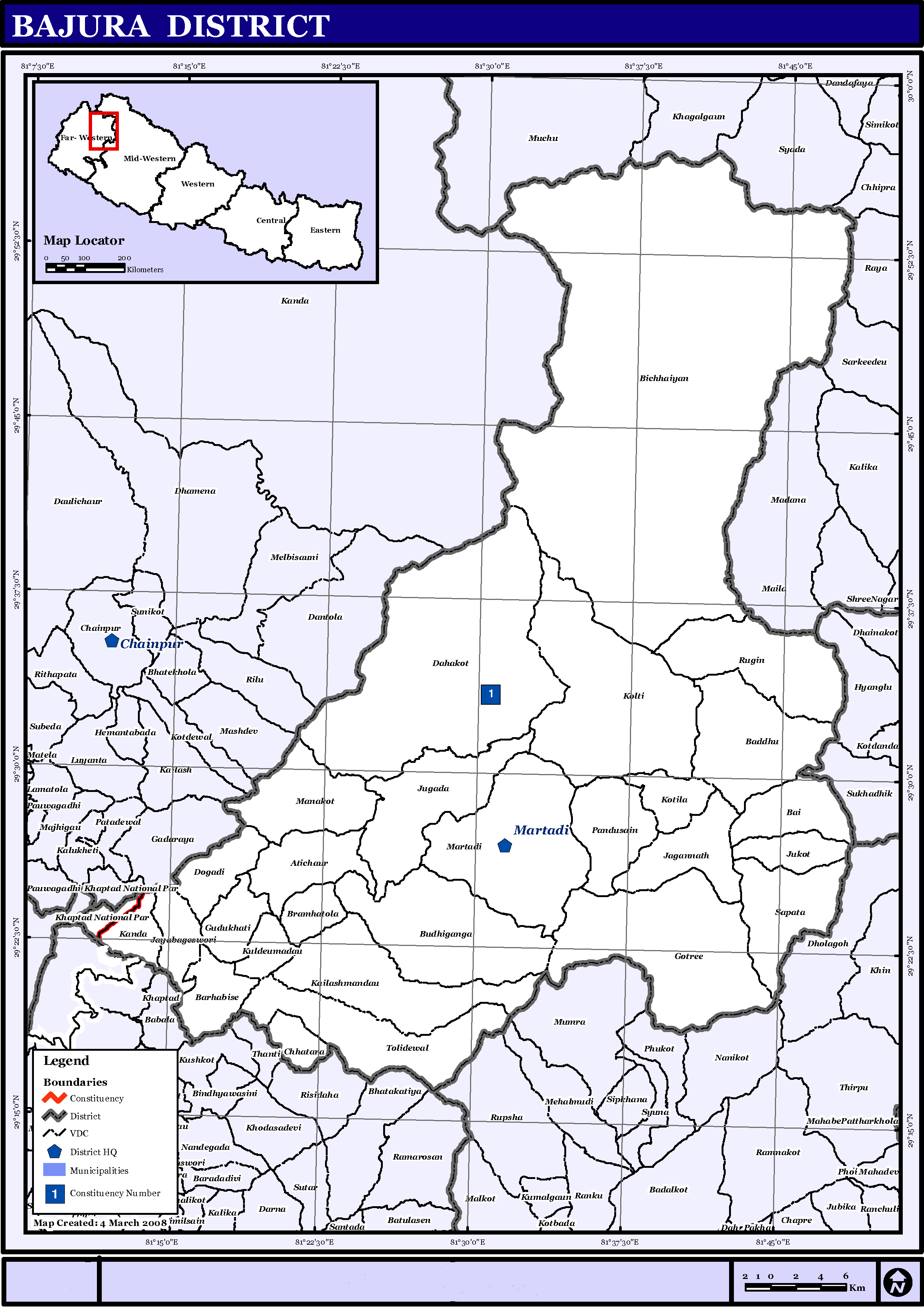
Mappa del distretto di Bajura